# 서보미술문화재단
서보미술문화재단은 한국현대미술의 가치관 정립과 국제화에 기여할 목적으로 1994년 3월 23일 설립된 문화체육관광부 소관의 재단법인이다. 사무실은 서울특별시 마포구 성산동 114-7호 15/8에 있다.

## 주요 사업
- 현대미술 발전을 위한 기획전시회 개최 및 지원
- 미술관 건립 및 운영
- 현대미술 전문가 초청 및 해외 파견 등 국제 교류
- 현대미술 자료정리사업 및 출판